# 乔治·瓦扎加什维利
乔治·瓦扎加什维利（1974年4月19日—），格鲁吉亚、希腊男子柔道运动员。他曾代表格鲁吉亚、希腊参加1996年、2000年和2004年夏季奥林匹克运动会柔道比赛，其中2000年奥运会获得一枚铜牌。